# Jacques Siffre
Jacques Siffre (* 4. April 1937 in Foix) ist ein französischer Politiker der Parti socialiste.

## Lokal- und Regionalpolitik
Jacques Siffre war längere Zeit in der regionalen Politik im Département Bouches-du-Rhône tätig. Er war Präsident des Gemeindeverbands Agglomération nouvelle Ouest Provence und im Generalrat des Départements vertreten. Von 1977 bis 1998 war er Bürgermeister von Istres. Zwischen 1986 und 1988 war er kurzzeitig Abgeordneter der Nationalversammlung.

## Senat
Der Augenarzt beerbte seinen Parteifreund Henri d’Attilio am 24. Dezember 2004 im Senat als Senator für das Département Bouches-du-Rhône. Nach dem Ende seines Mandats am 30. September 2008 trat er nicht zur Wiederwahl an. Im Senat war er Mitglied des Ausschusses für kulturelle Angelegenheiten.